# Остеренд
Остеренд (нід. Oosterend, фриз. Easterein) — село в нідерландській провінції Фрисландія. Входить до муніципалітету Південно-Західна Фрисландія.
Його площа становить 7,88км², а населення станом на 2021 рік складало 935 осіб.

## Галерея

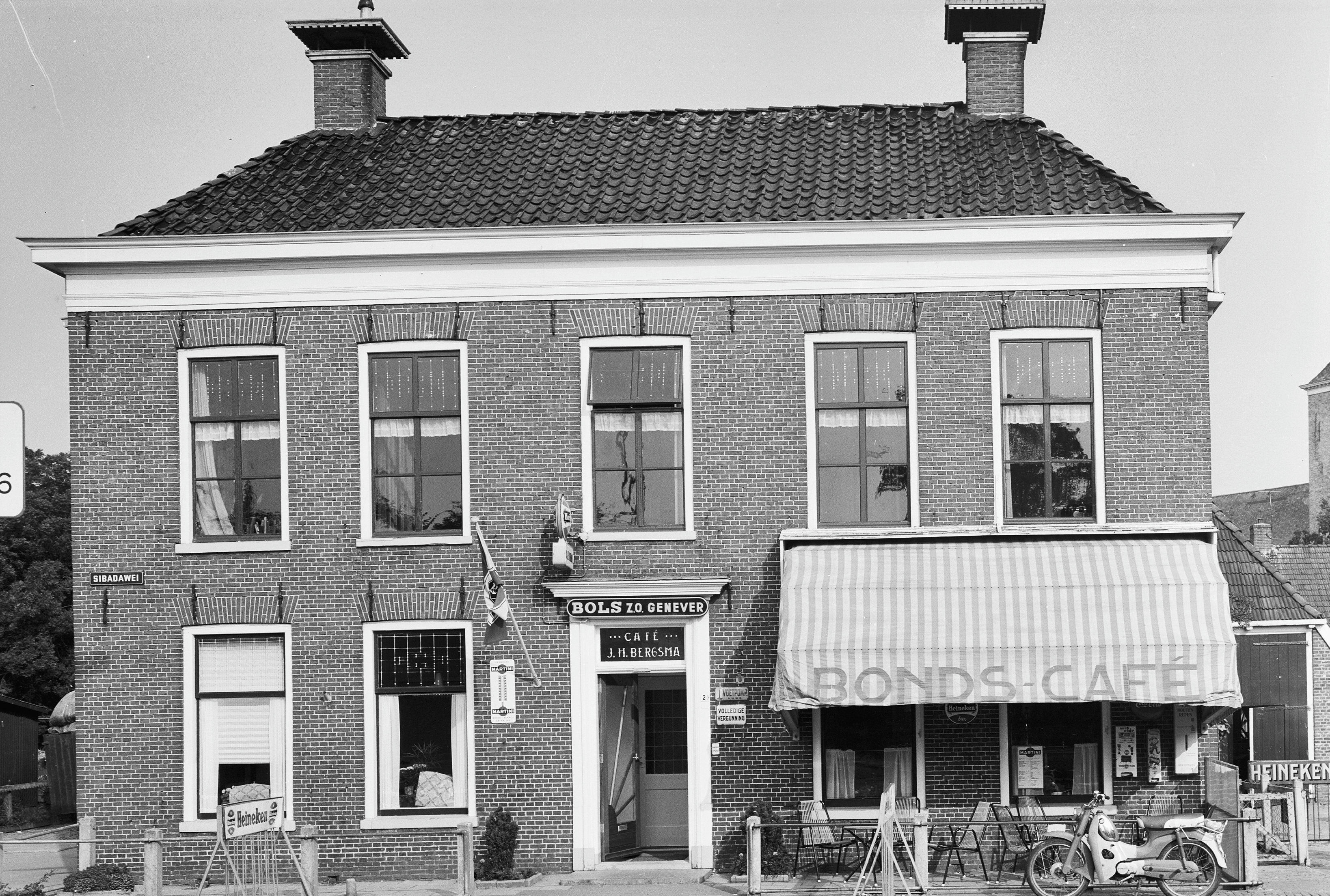
Паб у селі
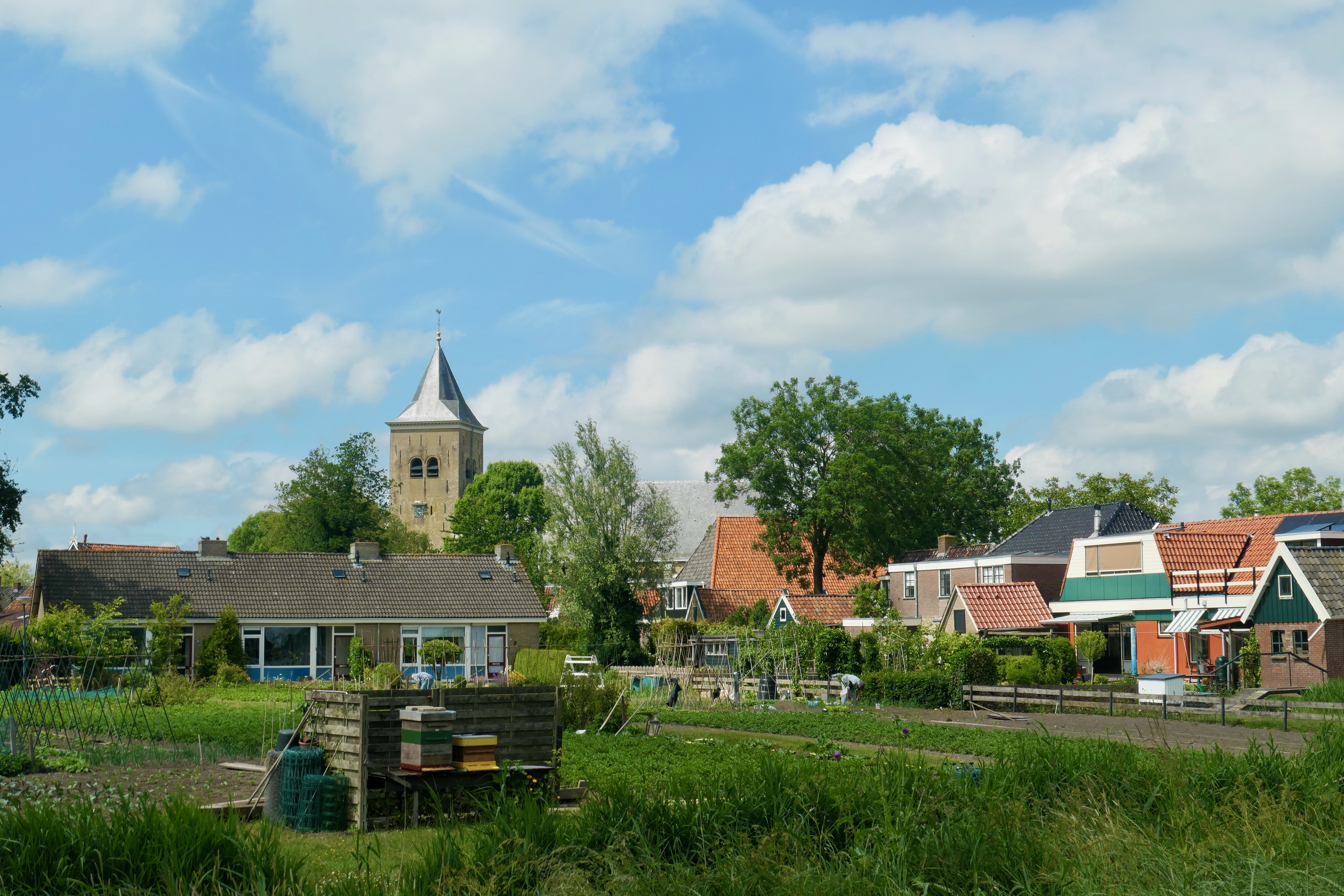
Вид на село
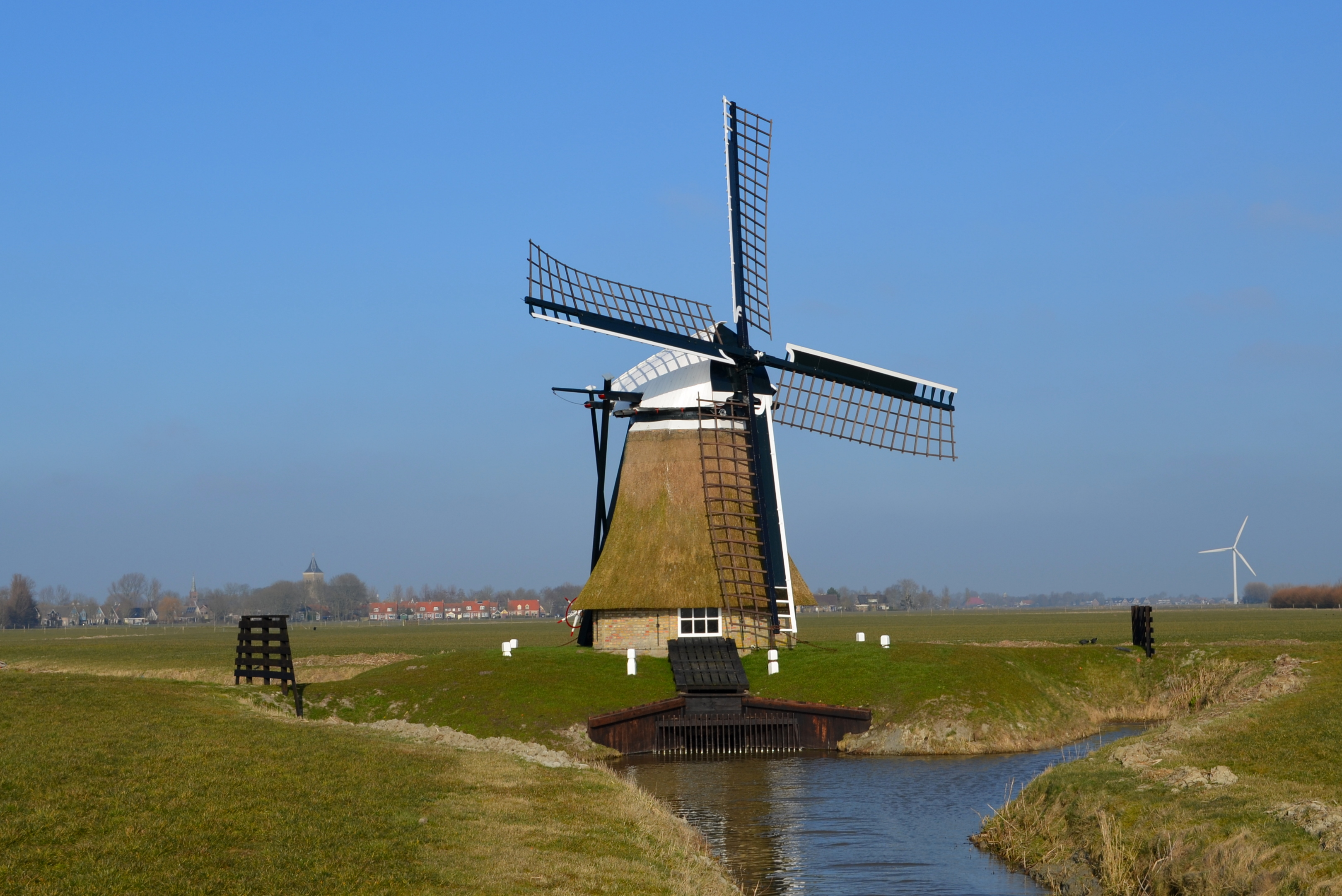
Вітряк
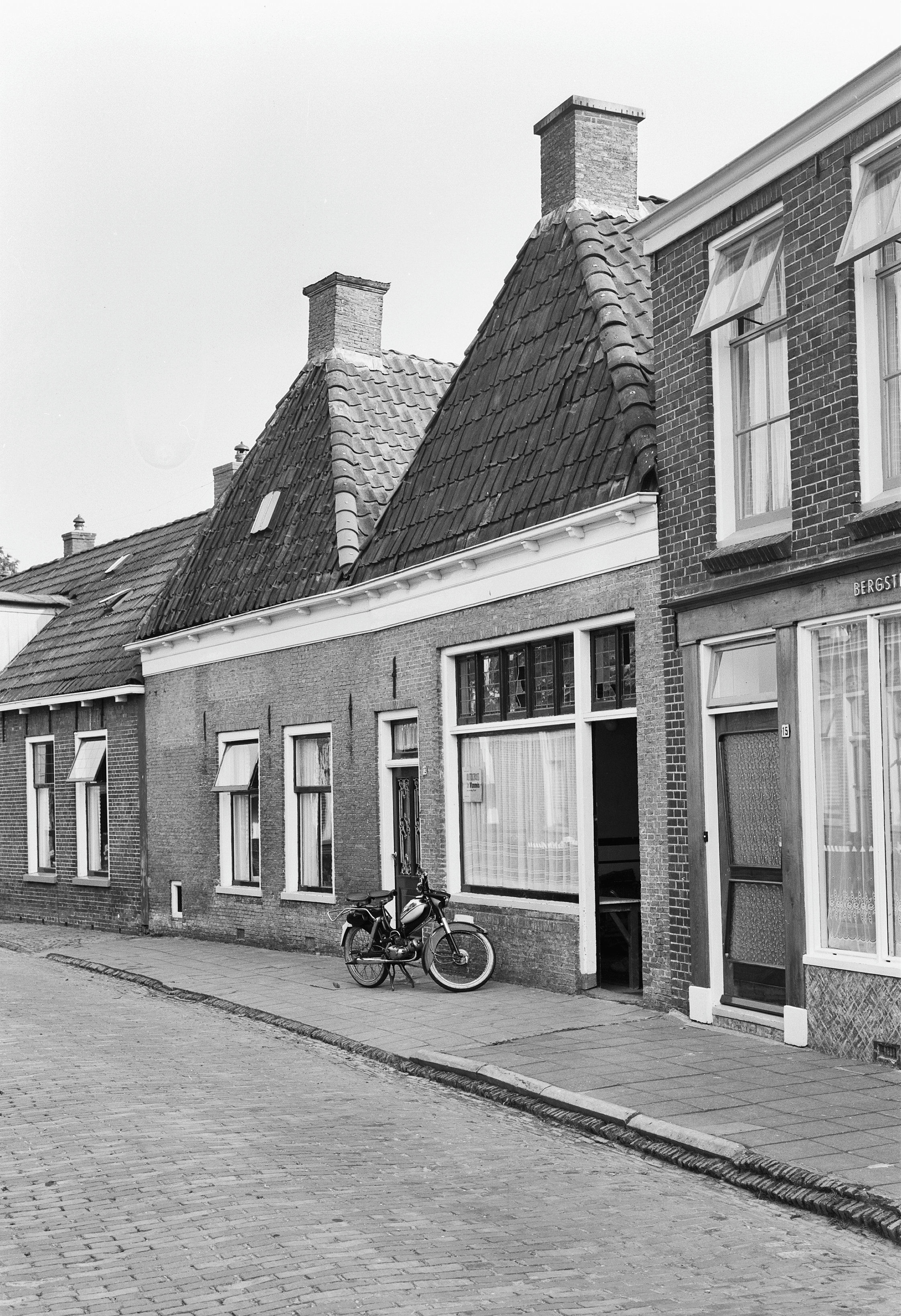
Вуличний вид (1967)